# Leptolarthra longiceps
Leptolarthra longiceps är en stekelart som beskrevs av Fischer 1978. Leptolarthra longiceps ingår i släktet Leptolarthra och familjen bracksteklar. Inga underarter finns listade i Catalogue of Life.